# První bitva o Atlantik
První bitva o Atlantik se odehrála během první světové války a trvala prakticky po celou dobu světové války. Německé císařství se v ní, prostřednictvím ponorek, pokusilo oslabit námořní převahu Dohody a zamezit zásobování Britských ostrovů.
Zpočátku byla ponorková kampaň namířena proti britské Grand Fleet, ale později se zaměřila i na obchodní loďstvo. Nejprve v mezích křižníkové války podle Haagských úmluv z let 1899 a 1907 (zejména Haag X, 1907) a Londýnské deklarace z roku 1909 (kterou ale nikdo ze signatářů neratifikoval) a později (poprvé v únoru 1915) formou neomezené ponorkové války. To vyústilo v ničivou kampaň, ve které Británie ztratila téměř polovinu svého obchodního loďstva. Na obranu před německými ponorkami státy Dohody zavedly konvojový systém (1917), blokádu Doverské úžiny, minové přehrady a provedly několik námořních a leteckých útoků na základny ponorek na pobřeží Severního moře.
Po vstupu USA do války v roce 1917 se do protiponorkových operací zapojilo i americké námořnictvo. Konec první bitvy o Atlantik přineslo až zhroucení západní fronty, obsazení významných ponorkových základen (Ostende, Zeebrugge a Bruggy byly obsazeny v říjnu 1918) a nakonec podepsání příměří.